# Kalbach
Kalbach település Németországban, Hessen tartományban. Lakosainak száma 6503 fő (2023. december 31.). Kalbach Schlüchtern, Neuhof (bei Fulda) és Flieden községekkel határos.

## Népesség
A település népességének változása:
| Lakosok száma | 6320 | 6323 | 6410 | 6511 | 6503 |
|               | 2017 | 2019 | 2021 | 2022 | 2023 |